# Kubikyard
Ein Kubikyard (englisch cubic yard) ist ein angloamerikanisches Raummaß. Es entspricht dem Rauminhalt eines Würfels mit einem Yard Kantenlänge. Es kommt relativ selten zur Anwendung, meistens als Teil einer davon abgeleiteten Einheit wie z. B. "Kubikyard pro Sekunde" beim Volumenstrom von Gewässern. 

## Umrechnungen
{\displaystyle 1yd^{3}=0,9144^{3}m^{3}=0,7645(5)m^{3}=0,7646m^{3}=764,6dm^{3}}
Weil ein Yard (yd) drei Fuß (ft) und ein Fuß zwölf Inch (in) entspricht, ergibt sich:
{\displaystyle 1yd^{3}=3^{3}ft^{3}=(3*12)^{3}in^{3}}
{\displaystyle 1yd^{3}=27ft^{3}=46656in^{3}}
1 cubic yard = 27 cubic foot = 46656 cubic inch

Mit 1 yd = 91,44 cm
Umrechnungen
- 1849463 cubic yard = 311040000 Imp. gallon
- 1 cubic yard ≈ 168,179 Imp. gallon

- 77 cubic yard = 15552 US fl.gallon
- 1 cubic yard ≈ 201,974 US fl.gallon

- 107521 cubic yard = 18662400 US dry gallon
- 1 cubic yard ≈ 173,570 US dry gallon

- 1 cubic mile = 3379200 acre-foot = 5451776000 cubic yard
- 1 acre-foot = 1613 1/3 cubic yard